# Bourome
Bourome je vesnice v regionu Ziguinchor v Senegalu. Vesnice je součástí obce Kataba I, která náleží k arrondissementu Kataba.

## Geografie
Vesnice Bourome se nachází v oblasti Casamance.

## Obyvatelstvo
V roce 2002 žilo ve vesnici Bourome 711 obyvatel.